# Igreja Cristã Reformada na África do Sul
A Igreja Cristã Reformada na África do Sul (ICRAS) - em inglês Christian Reformed Church in South Africa, anteriormente conhecida em africâner Die Hervormde Nederduitse Gereformeerde Kerk - é uma denominação cristã reformada fundada em 1944, na África do Sul pelo pastor Dr. D. J. J. Vos, quando este foi expulso da Igreja Reformada Holandesa na África do Sul (NGK).
À época, o pastor foi acusado de divisionismo depois de defender a necessidade de uma conversão experimental para que alguém fosse membro da denominação. Após sua formação, a denominação se espalhou por várias províncias do país. Em 1984 era formada por 19 igrejas e 2.500 membros.

## Relações Intereclesiásticas
A ICRAS é membro da Fraternidade Reformada Mundial e  e Aliança Evangélica da África do Sul.